# Renovate Switzerland
Renovate Switzerland est un groupe d'activistes de défense du climat créé en Suisse en mars 2022. Sa demande initiale était l'isolation rapide des bâtiments afin de réduire sensiblement les besoins de chauffage et donc la production de CO2 favorable au réchauffement climatique.
Ce mouvement, à l'instar d'autres groupes similaires dans d'autres pays, comme le soulèvement de la dernière génération, utilise principalement la résistance civile comme moyen de pression.

## Objectif
Le mouvement exige du Conseil fédéral d'isoler le plus rapidement possible un million de bâtiments. Pour cela, quatre milliards de francs suisses doivent être investis pour former 100 000 personnes aux métiers de la construction.

## Organisation
Le mouvement est dirigé de manière non hiérarchique. Ce genre d'organisation est aussi instauré dans d'autres groupes d’activistes, en particulier Extinction Rebellion, dont sont issus certains membres.

### Membres
En mai 2022, le mouvement compte une quarantaine de membres, principalement en Suisse romande. Selon un de ses militants, l'organisation compterait une centaine de membres courant novembre 2022.

## Moyens d'actions
Le groupement, non violent, a recours aux moyens de la désobéissance civile, la plupart du temps sous forme de blocage de route en s’asseyant sur le sol en tenant des bannières afin d'arrêter les voitures, mais aussi par d'autres actions. Le but de ces actions est de forcer le gouvernement et l'opinion à se positionner et à mettre en avant le thème de la crise climatique.

## Liste des actions

### Blocages de routes
Le 11 avril 2022, 5 activistes bloquent l'autoroute A1a à la sortie de la Maladière, à Lausanne. Puis, en avril puis en octobre 2022, plusieurs blocages de route ont lieu, à Genève,Berne,Lausanne,, ou Zurich,. Au printemps 2023, de nouveaux blocages se produisent, notamment, le 7 avril 2023 (jour du Vendredi saint, férié en Suisse, avec un important trafic) le blocage de l'entrée nord du tunnel du Gothard. En décembre 2023, des blocages ont lieu à proximité immédiate de marchés de Noël dans plusieurs villes. Le 9 mai 2024 (jeudi de l'Ascension), un nouveau blocage a lieu vers le portail Nord du tunnel du Gothard,. 
Le 9 juillet 2022, à Lausanne, les activistes tentent d'arrêter le tour de France, mais l'action est stoppée par la police.

### Lettres
- 19 mars 2022 : lettre à la cheffe du Département fédéral de l'environnement, des transports, de l'énergie et de la communication (DETEC), Simonetta Somaruga, et au chef du Département fédéral de l'économie, de la formation et de la recherche, Guy Parmelin, demandant l'accélération de la mise en place des moyens de lutte contre le réchauffement climatique[21]. Dans sa lettre de réponse du 25 avril 2022, Simonetta Somaruga relève que « La Confédération prévoit d’investir 4 milliards d’ici à 2030 pour remplacer les chauffages à gaz et assainir les bâtiments. » et que le DETEC a commencé « une offensive de formation dans le secteur du bâtiment » en janvier 2022[21]. Jugeant ces efforts insuffisants, Renovate Switzerland informe que les actions de blocage de routes vont continuer[22].
- 2 novembre 2022 : lettre à la cheffe du DETEC, le jour même de l'annonce de la démission de celle-ci (mais avant l'annonce). Dans un communiqué du département du 5 novembre, il est annoncé qu'un rendez-vous ne sera plus possible avant le départ de celle-ci à la fin de l'année[23].

### Actions dans des musées
- 11 septembre 2022, 14 h, Maloja en hiver de Giovanni Giacometti, Musée cantonal des beaux-arts Lausanne, Suisse, 2 activistes se collent la main sur le cadre[24].
- 11 septembre 2022, 14 h, Alpenweide de Giovanni Segantini, Kunsthaus de Zurich, Suisse, 2 activistes se collent la main sur le cadre[25].
- 14 juin 2023, 13 h, La Porte de l'Enfer d'Auguste Rodin, Kunsthaus de Zurich, Suisse, 3 activistes s’inondent d'un liquide noir et se collent au socle de l’œuvre[26].

### Perturbations de manifestations publiques
- 1er août 2022, fête nationale, Fribourg, Suisse, 2 activistes interrompent le discours de la cheffe du DETEC, Simonetta Somaruga[27].
- 24 avril 2023, place du Château à Lausanne, Suisse, un activiste perturbe une cérémonie en l'honneur du major Davel en accrochant une bannière estampillée « Je soutiens Renovate Switzerland » à sa statue[28].
- 7 août 2023 : deux activistes se collent à la scène du Festival de cinéma de Locarno lors de la remise d'un prix[29]
- 8 septembre 2023 : Interruption d'un concert de musique classique à Lucerne. Le chef d'orchestre Vladimir Jurowski les laisse s'exprimer, et le concert reprend après quelques minutes[30].

### Marches lentes
À partir de juillet 2023, le mouvement organise des marches lentes pour ralentir le trafic, notamment à Berne, Genève, Lausanne, Zurich, Fribourg ou Martigny, pour dénoncer la lenteur de la politique climatique du gouvernement suisse.

### Autres types d'action
- Juillet 2022, Secrétariat d'État à la formation, à la recherche et à l'innovation, Berne, Suisse, des activistes aspergent l'entrée avec de la peinture orange[35].
- Juin 2023, Monument international de la Réformation, parc des Bastions, Genève, Suisse, des activistes bandent les yeux des quatre réformateurs et hissent une banderole estampillée « Urgence climatique: le gouvernement fédéral se voile la face »[36].
- Décembre 2023 : peinture orange sur des bâtiments de banques ou de caisses de retraite pour demander une rénovation du parc immobilier propriété de ces entreprises[37],[38].
- Avril 2024, dans le cadre de la nouvelle campagne Liberate contre les voitures thermiques, les activistes aspergent de peinture orange un garage Porsche à Crissier[39], puis recouvrent des voitures de poudre orange dans un garage AMAG à Berne[40]. Ils ont également interrompu une attraction du Musée suisse des transports à Lucerne le 16 avril 2024[41].

## Influences
Selon Peter Blunschi du site d'information Watson, le groupe « a probablement été influencé par la campagne Insulate Britain (en) », comme le suggèrent « [l]e déroulement des actions de protestation et le logo ».

## Controverses

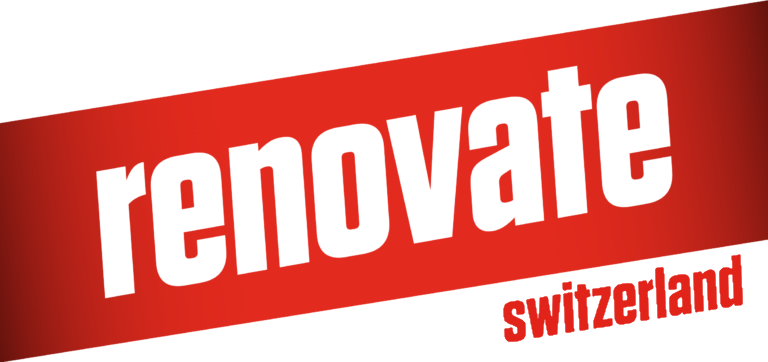
Ancien logo de Renovate Switzerland

### Similarité entre le logo de Renovate Switzerland et le logo de Rivella
Lorsque Renovate Switzerland a débuté ses actions en avril 2022, leur logo a été jugé similaire à celui d'une marque de soda suisse, Rivella, le mouvement ne s'en cachant pas. Il déclare néanmoins être dans ses droits, ce qui est confirmé par Daniel Kraus, professeur à l'Université de Neuchâtel et spécialiste de la propriété intellectuelle. Rivella s'est plaint en avril 2022 auprès de Renovate Switzerland, puis a invité le mouvement à un dialogue en octobre, requête que le mouvement a acceptée.
Renovate Switzerland a décidé de changer de logo pour son action du 7 avril 2023 déclarant « Nous avons décidé de ne plus perdre de temps sur ce sujet. Notre première priorité est l'urgence climatique ». L'entreprise Rivella se déclare soulagée et Monika Christener, directrice de la communication chez Rivella, explique que « Nous essayons, dans la mesure du possible, de trouver des solutions par le dialogue mutuel - sans devoir recourir à la voie juridique. C'est formidable que nous y soyons parvenus ».

### Droit d'une personne de la fonction publique à participer à des actions de désobéissance civile
La professeure de l’Université de Lausanne, Julia Steinberger, co-auteure principale du sixième rapport d'évaluation du Groupe d'experts intergouvernemental sur l'évolution du climat (GIEC), a participé à l'action du 11 octobre 2022 en étant une des activistes bloquant la chaussée à Berne. Cette participation a été critiquée par certains politiciens suisses arguant que la société finance ainsi des actions illégales. L'employeur de la militante a soutenu son engagement, affirmant qu'il contribue au débat de la société et que le droit à la liberté académique a été confirmé à plusieurs reprises par la Cour européenne des droits de l'homme.

### Légitimité d'actions de désobéissance civile dans un pays à démocratie directe
Les actions de Renovate Switzerland ont été dénoncées par des personnalités politiques qui estiment qu'il n’est pas nécessaire de recourir à la désobéissance civile en Suisse, puisque la démocratie directe permet à tout citoyen de contester des lois ou de demander la modification de la Constitution. Renovate Switzerland se défend en justifiant cette démarche par la lenteur du processus démocratique et l'urgence de la crise climatique.